# Flughafen Kuala Namu (Medan)

i8
i11
i13
Der internationale Flughafen Kuala Namu (IATA-Code: KNO, ICAO-Code: WIMM) ist der neue Flughafen von Medan, der Hauptstadt der Provinz Sumatra Utara. Er wurde am 25. Juli 2013 eröffnet und ersetzt den alten Flughafen Polonia, der von der  indonesischen Luftwaffe übernommen und in Luftwaffenbasis Soewondo umbenannt wurde.
Die Planungen für den Flughafen begannen bereits Anfang der 1990er Jahre, wurden jedoch durch die Asienkrise verzögert. Er ist Teil des Indonesischen Regierungsprogramms zur Forcierung des wirtschaftlichen Wachstums in Indonesien (MP3EI) und soll zum regionalen Drehkreuz für die nördlichen Gebiete Indonesiens entwickelt werden.

## Geschichte
Da die Lage des Flughafens Polonia keinen Ausbau erlaubt und der Anflug aus Süden bereits zu mehreren Flugzeugabstürzen führte, plante man bereits seit den 1990er Jahren einen großen Flughafenneubau 20 Kilometer nordöstlich des alten Standortes. Die Bauarbeiten für den Flughafen Kuala Namu begannen am 29. Juni 2006 und sollten mit der Eröffnung 2009 enden. Nachdem die Eröffnung mehrere Male verschoben wurde, erfolgte sie endgültig am 25. Juli 2013. Das Gelände, welches etwa drei km von der Küste entfernt ist, wird in der Endausbaustufe etwa 6,5 km lang und 2,1 km breit sein.
Der Flughafen ist wie fast alle neuen Flughäfen weltweit so geplant, dass man ihn schrittweise und nachfragegerecht ausbauen kann.
Die erste Baustufe wird 484 Mio. US-Dollar kosten und eine Kapazität für etwa 8 Mio. Passagiere, bei etwa 7 Mio. erwarteten, bieten. Die zweite Ausbaustufe im Jahr 2025 ist bereits für 15 Mio. Passagiere ausgelegt. In der finalen Ausbaustufe sollen die Abfertigungseinrichtungen bis zu 50 Mio. Passagiere pro Jahr abfertigen können. Diese Prognosen sind nicht utopisch, wenn man sich die Entwicklung der Verkehrszahlen des indonesischen Luftverkehrs und der Bevölkerungsentwicklung über Jahre anschaut.
Für 215 Mio. USD soll der Flughafen außerdem einen Bahnanschluss erhalten, um den Passagieren eine komfortable und schnelle Verbindung in das Stadtzentrum von Medan zu bieten.
Die Planer erhoffen sich, mit dem neuen Flughafen mehr internationale Fluggesellschaften begrüßen zu können und so die lokale Tourismusbranche und Wirtschaft zu fördern. Außerdem können die freigewordenen Gebiete in Medan zum Bau eines neuen Geschäftsviertels genutzt werden, welches sich zum neuen Stadtzentrum Medans entwickeln ließe.

## Fluggesellschaften und Ziele

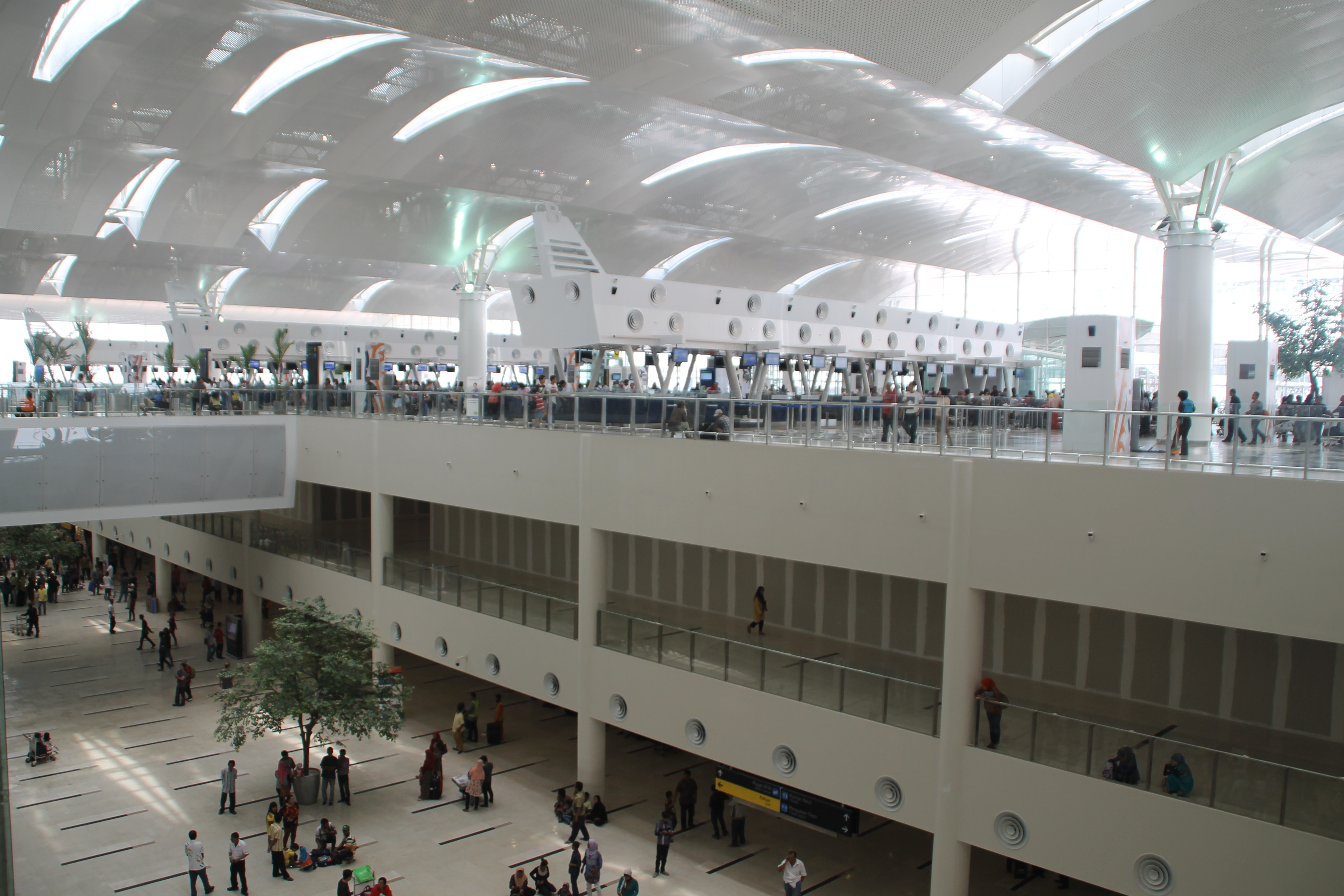
Abflughalle mit Check-In-Inseln

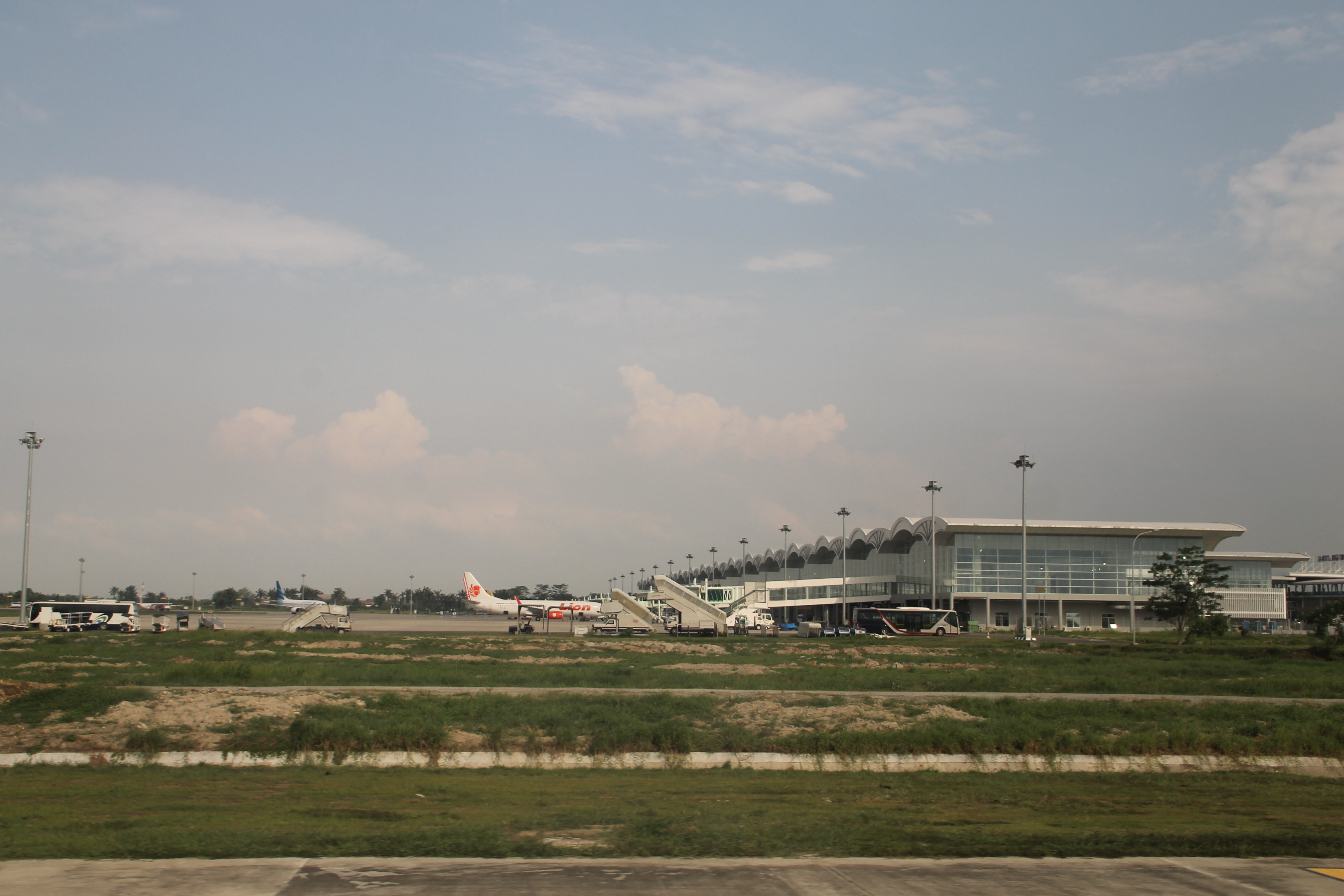
Apron aus Blickrichtung der Start- und Landebahn

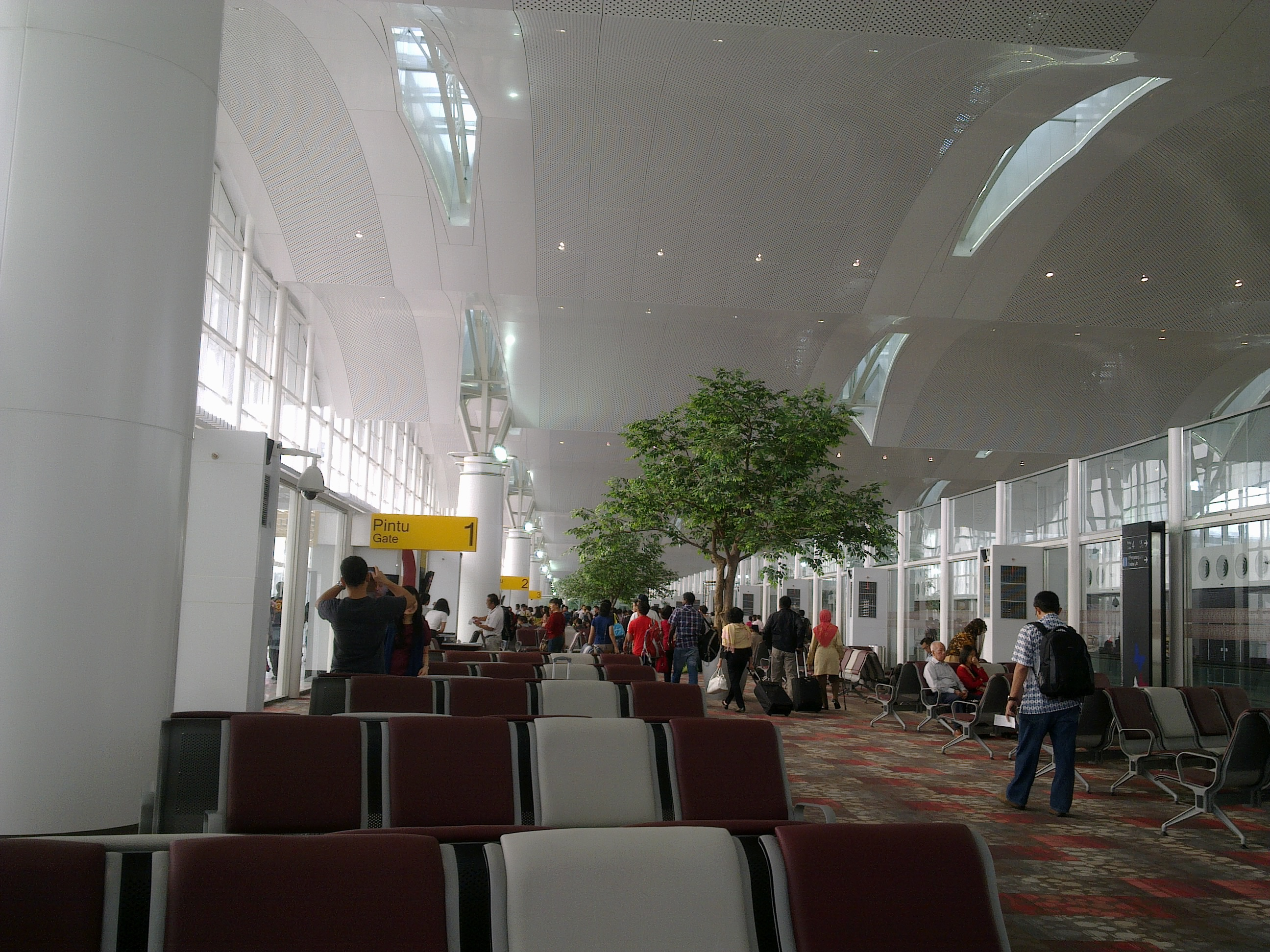
Wartebereich vor den Abfluggates

Der Flughafen wird von folgenden Fluggesellschaften angeflogen:
| Fluggesellschaft                | Flugziele |
| ------------------------------- | --- |
| AirAsia                         | Kuala Lumpur, Penang, Bangkok-Don Mueang, Singapur, Johor Bahru                                                                  |
| Batik Air                       | Jakarta-Soekarno-Hatta, Jakarta-Halim Perdanakusuma                                                                              |
| Citilink                        | Batam, Gunung Sitoli, Jakarta-Soekarno-Hatta                                                                                     |
| Firefly                         | Kuala Lumpur-Subang, Penang |
| Garuda Indonesia                | Banda Aceh, Batam, Jakarta-Soekarno-Hatta, Padang-Minangkabau, Palembang, Pekanbaru                                              |
| Garuda Indonesia                | Penang Saisonal: Jeddah |
| Indonesia AirAsia               | Bandung, Surabaya, Bangkok-Don Mueang, Jakarta-Soekarno-Hatta, Johor Bahru, Kuala Lumpur, Pekanbaru, Penang, Singapore           |
| Lion Air                        | Banda Aceh, Bandung, Batam, Denpasar/Bali, Jakarta-Soekarno-Hatta, Kuala Lumpur, Padang-Minangkabau, Pekanbaru, Penang, Surabaya |
| Malaysia Airlines               | Kuala Lumpur |
| Manunggal Air Service           | Sibolga, Sinabang |
| Merpati Nusantara Airlines      | Gunung Sitoli, Sibolga, Sinabang                                                                                                 |
| Saudi Arabian Airlines          | Saisonal: Jeddah |
| Silk Air                        | Singapore |
| Sriwijaya Air                   | Banda Aceh, Batam, Jakarta-Soekarno-Hatta, Padang-Minangkabau, Pekanbaru, Penang                                                 |
| Susi Air                        | Blangpidie, Kutacane, Meulaboh, Padang Sidempuan, Pasir Pangairan, Sibolga, Silangit, Sinabang, Singkil, Takengon, Tapaktuan     |
| Sabang Merauke Raya Air Charter | Charter: Dumai, Kutacane, Meulaboh, Padang Sidempuan, Sibolga                                                                    |
| Valuair                         | Singapore |
| Wings Air                       | Gunung Sitoli, Lhokseumawe, Meulaboh, Padang Sidempuan, Penang, Sabang, Sibolga                                                  |

## Zwischenfälle
Am 18. Mai 2013 kam es beinahe zu einer Landung einer Boeing 737-400 der Malaysia Airlines noch vor der Eröffnung des Flughafens. Gegen 15:30 Uhr Ortszeit begann der aus Kuala Lumpur kommende Flug MH 864 mit einem Landeanflug auf den, sich noch im Endausbau befindlichen, Flughafen. Kurz vor dem Aufsetzen der Maschine bemerkte die Crew ihren Fehler, brach die Landung ab und begann einen neuen Landeanflug auf den, sich damals noch in Betrieb befindlichen, Flughafen Polonia, dem eigentlichen Bestimmungsorts des Fluges. Dort landete die Maschine auch sicher mit einer Verspätung von 45 Minuten.